# Насекомые с полным превращением
Насеко́мые с по́лным превраще́нием, или эндоптериготы (лат. Endopterygota, или Holometabola), — клада насекомых из подкласса крылатые насекомые (Pterygota), которые проходят особым образом усложненный метаморфоз: перед превращением в имаго они вместо похожих возрастов личинки или нимфы проходят резко различающиеся стадии личинки и куколки. Личинка не похожа на имаго и куколку, всегда бескрылая. Куколка, в отличие от личинки, имеет протоптероны (предшественники крыльев), не питается, ведёт неактивный образ жизни, обычно малоподвижна или неподвижна. Только некоторые группы (комары и ручейники) обладают подвижными куколками. Недавно было установлено, что общим для всех насекомых с полным превращением является особый способ видоизменения ног при линьке с личинки на куколку, который и приводит к неспособности куколки передвигаться.
Некоторые представители проходят усложнённый метаморфоз с несколькими личиночными стадиями — гиперметаморфоз.

## Аутапоморфии таксона
Наиболее яркой аутапоморфией Endopterygota является способ трансформации ног, происходящей при предпоследней (то есть личиночно/куколочной) линьке: в ходе этой трансформации нога утрачивает мускулатуру и исходную форму и приобретает неподвижный коленный сгиб. Эти особенности трансформации ноги появились у общего предка Endopterygota и законсервировались, так что они были унаследованы всеми представителями клады, независимо от эволюционных изменений в строении их ног и независимо от строения и способов трансформации других частей тела. Этот способ превращения личиночной ноги в куколочную является той исходной апоморфией, которая вызвала появление наиболее очевидных особенностей Endopterygota — неактивности куколочной стадии и резкого различия между личинкой и имаго. Тогда как у других насекомых строение личиночных и имагинальных ног взаимозависимы (так что в ходе эволюции они могут приобретать одни и те же особенности), у общего предка строение личиночной и имагинальной ног стало независимым, так что во всех филогенетических линиях Endopterygota эволюционные изменения личиночных ног происходили независимо от эволюционных изменений имагинальных ног. Поскольку строение ног (и вообще способ передвижения) в значительной мере определяет весь образ жизни насекомого, обязательное различие между личиночной и имагинальной ногами приводило к появлению других различий между личинкой и имаго, которые благодаря этому независимо возникали во многих филогенетических линиях насекомых с полным превращением.
Можно предположить, что личинки первых Endopterygota были коротконогими и использовали брюшко для передвижения; поэтому в ходе последующей эволюции многократно, независимо друг от друга, возникали червеобразные безногие личиночные формы.

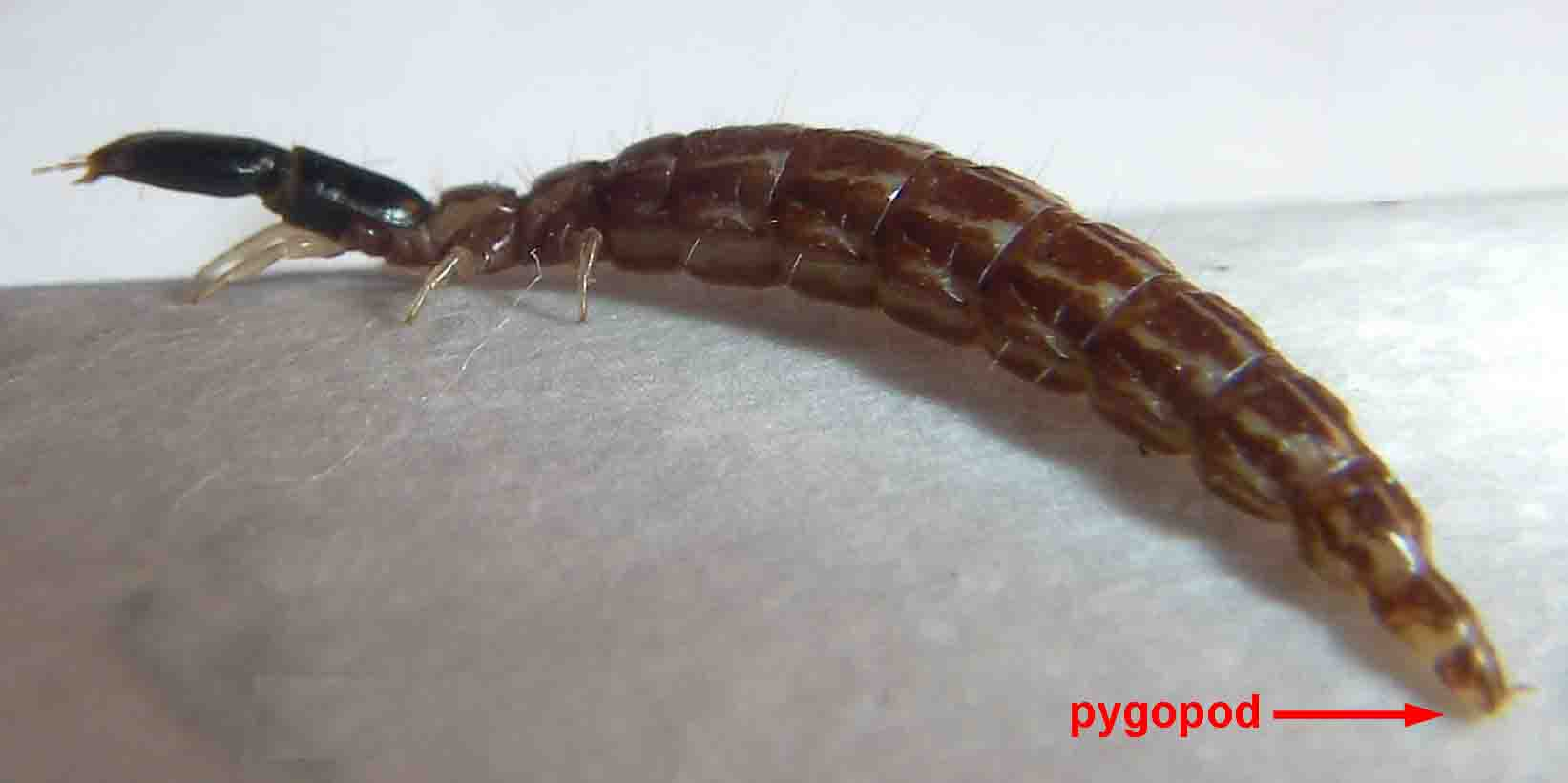
Личинка верблюдки (Rhaphidioptera)
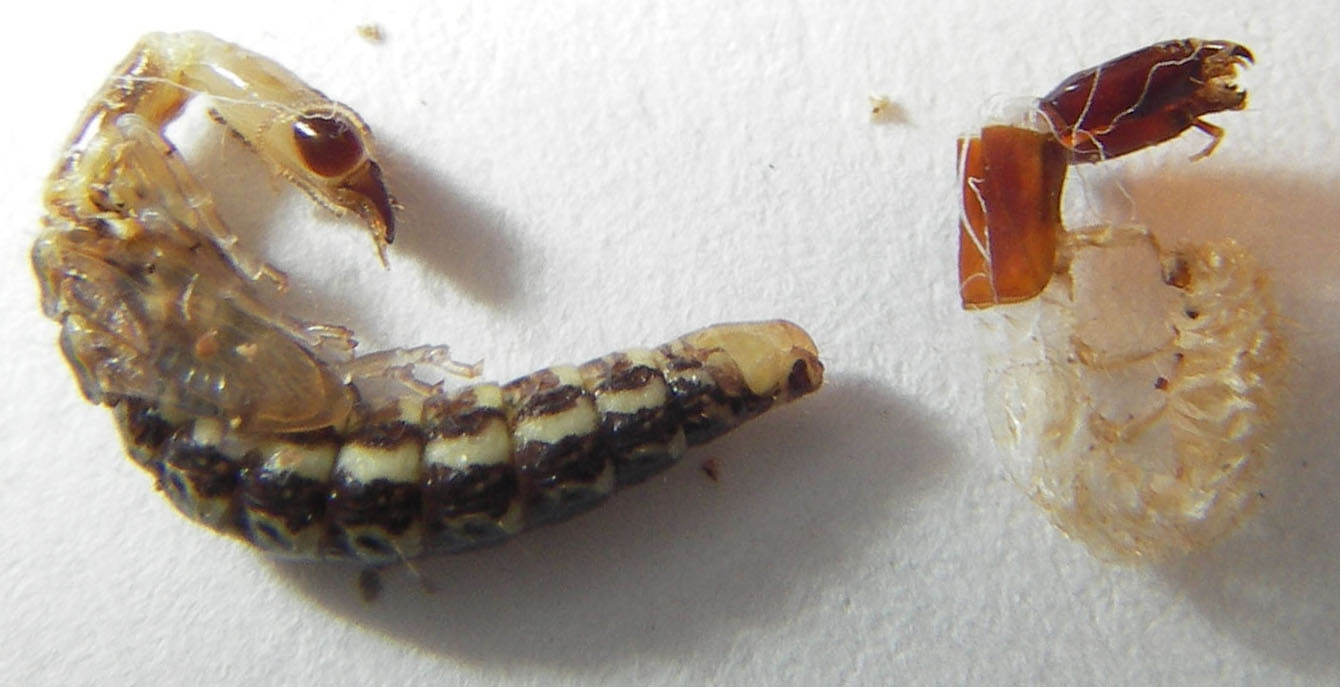
Куколка верблюдки и её сброшенная личиночная шкурка
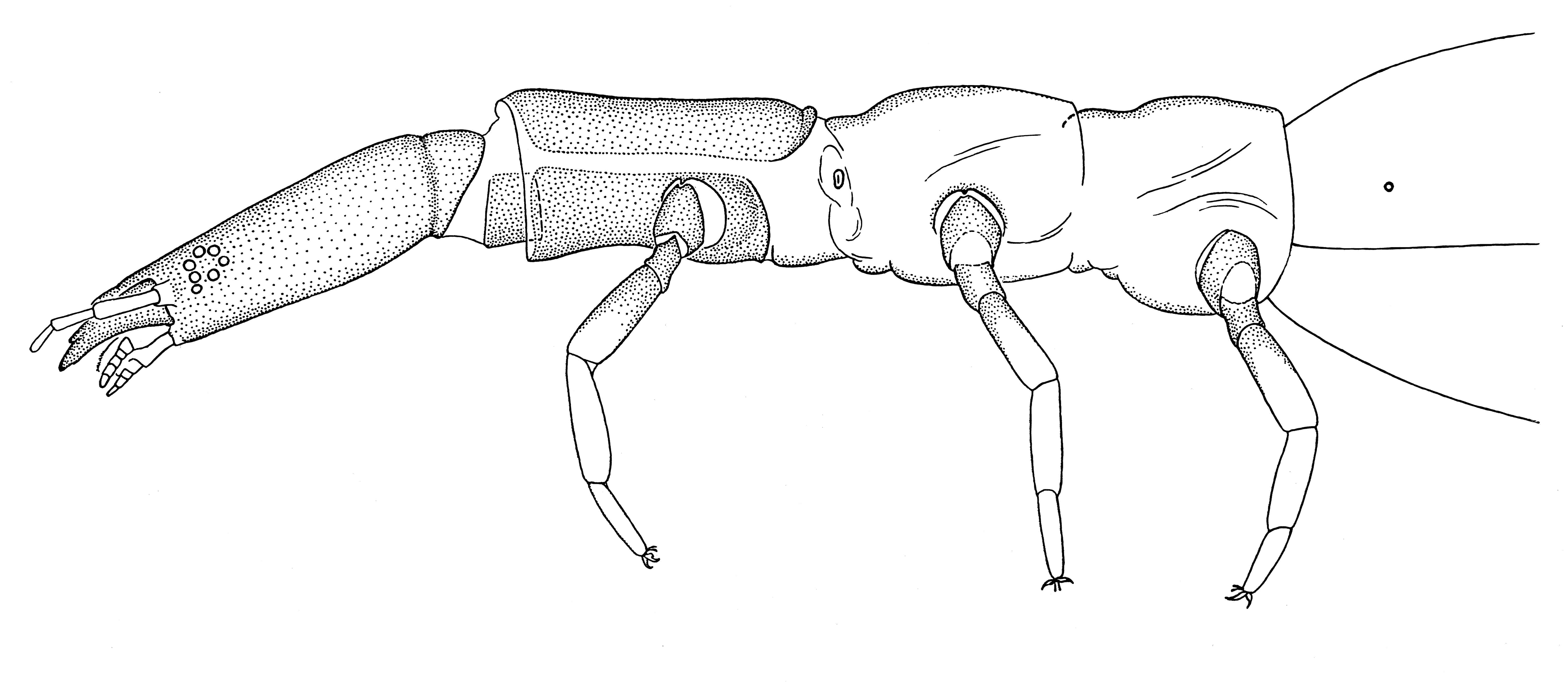
Голова, грудь и первый сегмент брюшка личинки верблюдки
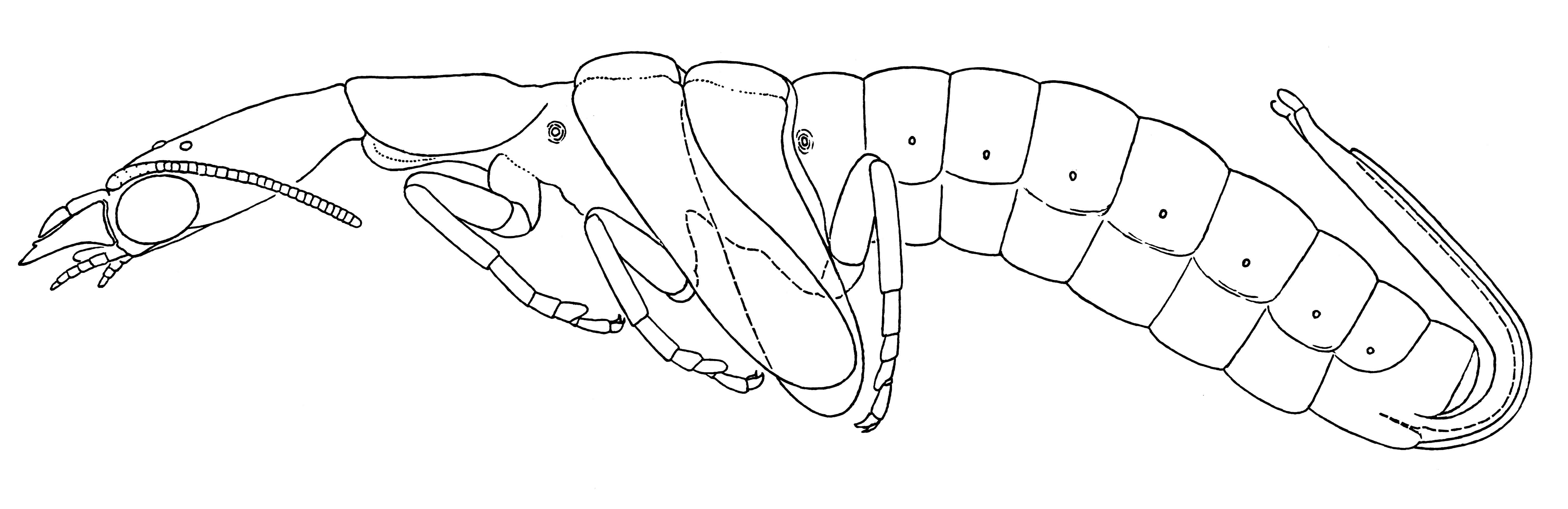
Куколка самки верблюдки
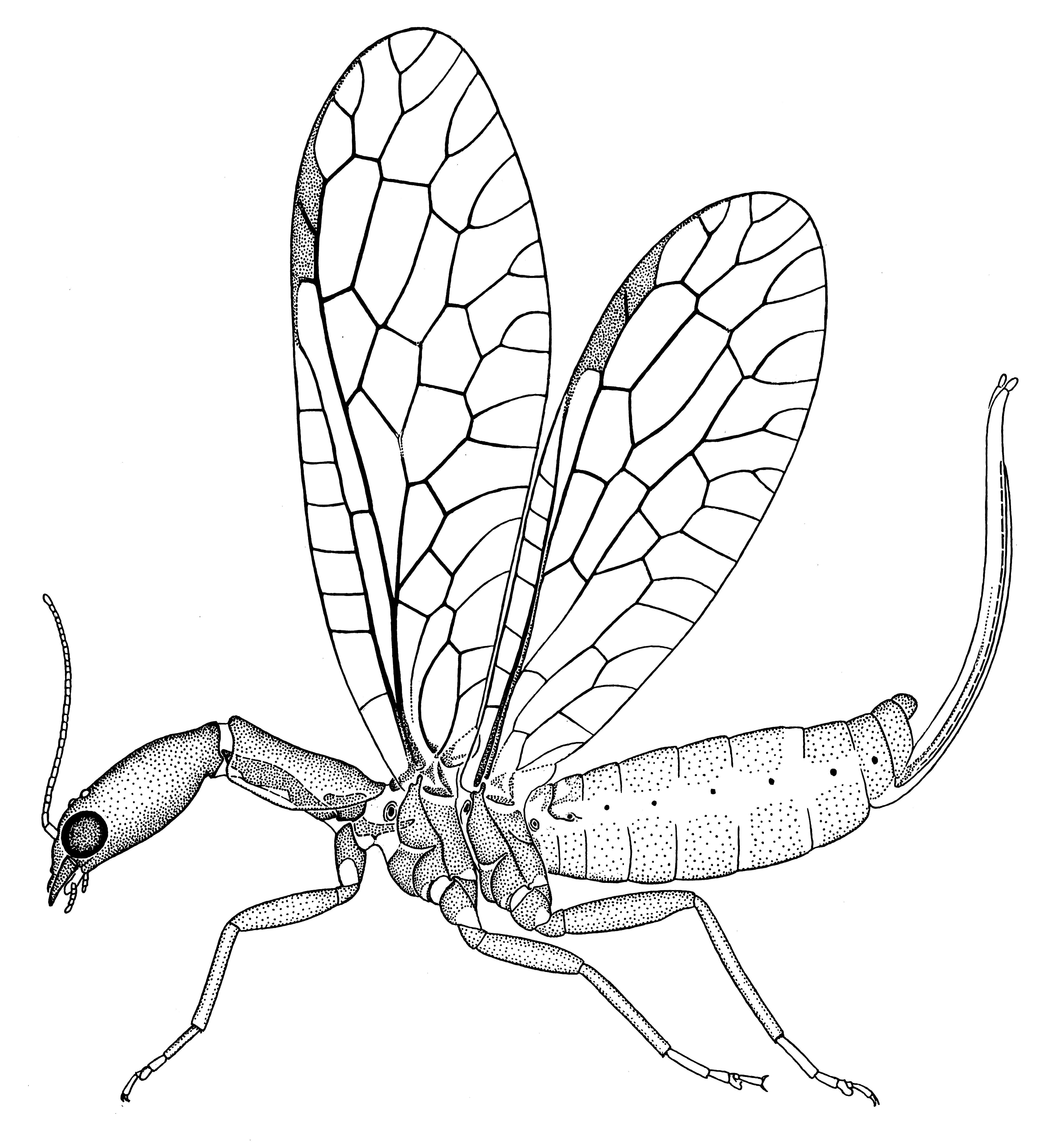
Взрослая самка верблюдки

Формальный перечень известных в настоящее время аутапоморфий Endopterygota можно записать следующим образом.
- Личиночные глаза замещаются имагинальными глазами.
- Личиночная антенна утратила скапус и внутренние мышцы, исходно находящиеся только в скапусе.
- В ходе превращения личинки в куколку всё расчленение антенны меняется, а тенторио-антеннальные мышцы исчезают; имагинальные тенторио-антеннальные мышцы и мышцы скапуса появляются заново только во время последующего превращения куколки в имаго. Так что куколка имеет неподвижные антенны, по форме сходные с имагинальными.
- Куколка непитающаяся (однако в общей характеристике клады неизвестны какие-либо конкретные признаки, связанных со строением или метаморфозом ротовых частей или пищеварительного канала).
- Личинка утратила расчленение лапки.
- Утрачена корреляция между строением личиночной и куколочно-имагинальной ног: личиночная и куколочно-имагинальная ноги одной и той же особи не имеют каких-либо общих признаков кроме признаков, исходных для Pterygota.
- В ходе превращения личинки в куколку все личиночные ножные мышцы, по крайне мере дистальнее сочленения тазика с вертлугом, исчезают или, по крайней мере, становятся нефункционирующими; имагинальные мышцы появляются только во время последующего превращения куколки в имаго (у всех Endopterygota, кроме Meganeuroptera, все внутренние и внешние ножные мышцы полностью исчезают и потом заново появляются).
- В ходе превращения личинки в куколку появляется неподвижный коленный сгиб, выраженный по крайней мере у куколки, по крайней мере до того, как разовьётся фаратное имаго.
- При превращении личинки в куколку живая часть ноги начинает расти, только когда она очень короткая: если личиночная нога очень короткая или отсутствует, её живая часть начинает расти с этого состояния; если личиночная нога сравнительно длинная, её живая часть начинает расти только после того или иного процесса укорочения (единственное исключение составляют Meganeuroptera, что, по-видимому, вторично).
- Личиночные протоптероны отсутствуют до последней (личиночно/куколочной) линьки. Вероятно, наличие у личинок некоторых представителей внутренних зачатков протоптеронов не является аутапоморфией Endopterygota.
- Протоптероны (имеющиеся только у куколки) направлены вентрально.
- Куколочные сегменты птероторакса имеют неодинаковую позу придатков, так что на среднегруди ноги находятся впереди протоптеронов, а на заднегруди ноги находятся позади протоптеронов или под ними.
- У личинки имеется пигопод — опорное образование на последнем сегменте брюшка вокруг анального отверстия или по бокам от него (во многих таксонах пигопод вторично утрачен).

## Классификация
В рамках насекомых с полным превращением выделяют несколько клад (которым разные авторы придают разный таксономический ранг: надотряд, когорта и т. п.): Neuropterida (Megaloptera, Neuroptera, Raphidioptera), Hymenopterida (Hymenoptera) и Panorpida = Antliophora (Diptera, Mecoptera, Siphonaptera) + Amphiesmenoptera (Lepidoptera, Trichoptera).
Современные отряды насекомых с полным превращением:
- Coleoptera Linnaeus, 1758 — Жесткокрылые
- Diptera Linnaeus, 1758 — Двукрылые
- Hymenoptera Linnaeus, 1758 — Перепончатокрылые
- Lepidoptera Linnaeus, 1758 — Чешуекрылые
- Mecoptera Hyatt & Arms, 1891 — Скорпионницы
- Megaloptera Latreille, 1802 — Большекрылые
- Neuroptera Linnaeus, 1758 — Сетчатокрылые
- Raphidioptera Martynov, 1938 — Верблюдки
- Siphonaptera Latreille, 1825 — Блохи
- Strepsiptera Kirby, 1813 — Веерокрылые
- Trichoptera Kirby, 1813 — Ручейники